# Mangelia quadrata
Mangelia quadrata är en snäckart som först beskrevs av Reeve 1845.  Mangelia quadrata ingår i släktet Mangelia och familjen kägelsnäckor.

## Underarter
Arten delas in i följande underarter:
- M. q. quadrata
- M. q. diminuta
- M. q. eritima